# Juin 1774

## Événements
- Rhode Island devient le premier État d'Amérique à interdire les importations d'esclaves[1].

- 1er juin : le port de Boston est fermé au commerce[2].

- 2 juin : deuxième Quartering Act sur le logement des troupes dans les Treize colonies[2].

- 5 juin, France : Louis Nicolas Victor de Félix d'Ollières est nommé ministre de la guerre.

- 22 juin : l'Acte de Québec, adopté par la Chambre des communes le 13, reçoit la sanction royale. Il accorde la liberté religieuse aux catholiques romains du Canada et leurs institutions aux Canadiens français. Il restaure les anciennes frontières du Québec et les lois françaises et préserve le système seigneurial. La vallée de l'Ohio est rattachée au Canada, ce qui bloque toute expansion vers l’ouest aux colons américains. Le gouvernement du pays est confié à un gouverneur assisté d’un Conseil de dix-sept à vingt-trois membres nommés par la Couronne[3].

## Naissances
- 3 juin : Wilhelm Ludwig Rapp (mort en 1868), médecin et naturaliste allemand.
- 10 juin : Karl Haller von Hallerstein (mort en 1817), archéologue allemand[4].
- 21 juin : Victor Joseph Dewora, pédagogue allemand